# Stier (astrologie)

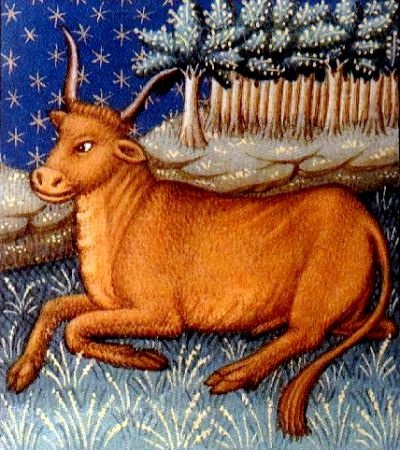
Stier (Taurus)

Astrologisch symbool voor Stier

De Stier (Latijn: taurus) is het astrologisch teken of sterrenbeeld van mensen geboren tussen ca. 21 april en ca. 20 mei. Het is het tweede teken van de dierenriem.
Dit teken correspondeert met een deel van de ecliptica vanaf 30 graden tot 60 booggraden voorbij het lentepunt. De Stier behoort tot de vaste tekens en wordt geassocieerd met het element Aarde. In de astrologie wordt het beschouwd als een vrouwelijk, negatief, introvert teken. De traditionele heerser van het teken is Venus. Volgens Claudius Ptolemaeus en zijn Tetrabiblos wordt het eerste decanaat van Stier (0-10°) geregeerd door Mercurius, het tweede decanaat (10-20°) door de Maan en het derde (20-30°) door Saturnus, wat de typologie bij de gewone zonnetekenastrologie verder kan verfijnen: 36 in plaats van 12 typen persoonlijkheden.

## Toelichting bij 'zonnetekens'
Het 'zonneteken' of 'sterrenbeeld' heeft in de astrologie betrekking op de plaats van de Zon aan de sterrenhemel tijdens iemands geboorte. De westerse astrologie gebruikt bij de duiding van gebeurtenissen twaalf 'partjes' van de baan die de zon in de loop van het jaar schijnbaar langs de hemel maakt. Die partjes zijn de zonnetekens of kortweg: de tekens, te beginnen vanaf Ram bij het lentepunt. 'Sterrenbeelden' zijn eigenlijk de astronomische constellaties aan de hemel, en die komen niet meer overeen met de twaalf sectoren die de astrologie gebruikt. Sommige auteurs van astrologierubrieken in de krant maken uitsluitend gebruik van deze zonnepositie, zoals 'Zon in Ram' of 'Zon in Weegschaal' om er een horoscoop mee te maken. Deze rubrieken werken met een bijzonder gereduceerde methode en worden door de meeste astrologen niet serieus genomen.

## Mythologie
De Stier wordt vaak vergeleken met de Griekse mythe over de god Zeus, die in de gedaante van een stier het hart van Europa veroverde. Tevens wordt het sterrenbeeld vergeleken met de Grieks-Romeinse godin Aphrodite/Venus, en soms met de godinnen Hera/Juno, Ishtar, Isis, Freyja, en Frigg. Het teken Stier was reeds een deel van de Babylonische dierenriem.

## Populaire astrologie
Stier is een negatief, introvert en vast aardeteken, met Venus als heerser. De combinatie van deze elementen levert volgende eigenschappen op die doorgaans aan het teken worden toegekend: standvastig, volhardend, koppig en aards. Kan moeilijk twee dingen tegelijk doen. Hij/zij is sensueel en een echte levensgenieter, die houdt van een goed glas wijn en lekker eten. Praktisch, conservatief, vaak artistiek en muzikaal, traag, geduldig, stabiel, zoekt financiële en emotionele zekerheid, plezier maken, niet erg dynamisch, maar eens op gang niet te stuiten, betrouwbaar, lichamelijke kracht en taaiheid. Uiteraard hangt het beroep dat iemand kiest niet af van één onderdeel van de horoscoop, maar beroepen die geassocieerd worden met Stier zijn: bankier, belegger, kunstenaar, tuinier, veehouder, landbouwer, decoratie, kleding, horeca, entertainment.
Deze 'eigenschappen' zouden eigenlijk moeten afgewogen worden aan de rest van de horoscoop. Staan er bijvoorbeeld behalve de Zon geen planeten in Stier dan zullen deze kenmerken zich -volgens de astrologische principes- niet erg manifesteren.

## Compatibele tekens
De tak van de astrologie die zich bezighoudt met de grondige analyse van horoscopen van partners heet synastrie. Hierbij worden de horoscopen met allerlei technieken met elkaar vergeleken. In de zonnetekenastrologie (popastrologie) zoals hier besproken worden echter meer algemene beweringen gedaan op grond van de plaats van de Zon bij beide partners:
Het teken Stier wordt compatibel geacht met de andere aardetekens Steenbok en Maagd en verder met de tekens die op een afstand van een sextiel (60 graden) staan: Vissen en Kreeft. Dit is overigens geen persoonlijke aanwijzing, meer een algemeen astrologisch beginsel dat wordt afgewogen in samenhang met de rest van de factoren in de horoscoop.